# Університет Конкордія
Університе́т Конко́рдія (англ. Concordia University) — англомовний університет у Монреалі (Квебек). Один з двох англомовних університетів цього міста (інший — Університет Макгілла), один з трьох англомовних університетів Квебеку (третій — Університет Бішопс у місті Шербрук).
Заснований у 1974 році внаслідок об'єднання Університету сера Джорджа Вільямса (англ. Sir George Williams University) та єзуїтського католицького Коледжу Лойола (англ. Loyola College).

## Коледж сера Джорджа Вільямса
У 1851 році у Монреалі була заснована перша у Північній Америці YMCA. При ній відкрилися вечірні англомовні курси для дорослих, що працюють. У 1926 курси було реорганізовано у Коледж сера Джорджа Вільямса. Коледж привернув до себе міжнародну увагу у 1969, коли 400 студентів захопили комп'ютерну лабораторію, протестуючи проти небажання керівництва реагувати на расистські заяви проти одного з викладачів. Акція тривала кілька днів і закінчилася втручанням поліції. Вона увійшла до історії як англ. Sir George Williams Computer Riot.

### Коледж Лойола
Коледж Лойола було засновано у 1896 єзуїтами, як англомовне відділення католицького Коледжу Святої Марії у Монреалі (фр. Collège Sainte-Marie de Montréal). У 1969 Коледж Св. Марії було об'єднано з Квебецьким університетом у Монреалі. А у 1974 році Коледж Лойола було об'єднано з Университетом сера Джорджа Вільямса, що стало початком Університету Конкордія.
Назва «Concordia» означає «злагода». Її було взято з дивізу міста Монреаль «Злагода допомагає» (латиною: Concordia salus).

### Стрілянина 1992 року (англ.Concordia University massacre)
24 серпня 1992, викладач університету Конкордія Валерій Фабрікант (рос. Валерий Фабрикант, англ. Valery Fabrikant) — колишній іммігрант з СРСР — розпочав стрілянину. Він вбив чотирьох людей і поранив ще одну. Причиною стало його психічний розлад, який, вочевидь, почався ще до еміграції з СРСР. Валерія Фабріканта було засуджено до довічного ув'язнення.

## Українське життя у Конкордії
У Конкордії діє Українська студентська спілка (англ. Concordia Ukrainian Students' Union). Вона міститься за адресою Q Annex 2010 Mackay suite 202-2

## Відомі випускники і викладачі
- Айварас Абромавичус
- Стефан Андрусяк
- Вілл Арнет
- Енді Бородов
- Жорж Ваньє
- Стівен Волошен
- Юліян Китастий
- Енні Мерфі
- Енні Пру
- Мордекай Річлер
- Лінн Стопкевич